# Bodi Alagh Khan
Alagh Khan (tiếng Mông Cổ: Алаг хаан; tiếng Trung: 阿剌克汗, Hán Việt: A Lạp Khắc Hãn), tên khai sinh là Bodi (tiếng Mông Cổ: Боди; tiếng Trung: 博迪, Hán Việt: Bác Địch), (1504–1547) là một khả hãn của triều đại Bắc Nguyên, trị vì từ năm 1519 đến năm 1547.
Một số nguồn cho biết Bodi Alagh Khan là con cả của Turbolad, người là thái tử và là con trưởng của Dayan Khan nhưng mất sớm. Tuy nhiên, phần lớn sử gia Mông Cổ hiện đại ghi nhận ông là con trưởng của Ulusbolad, người con trai thứ hai của Dayan Khan.  Và ông được chính ông nội Dayan Khan chọn làm người kế nhiệm. Tuy nhiên, sau cái chết của Dayan Khan, Bars Bolud (hay Barsbolad), con trai thứ ba của Dayan Khan, tự xưng là đại hãn. Barsbolad là người lập nhiều chiến công trong chiến tranh thống nhất Mông Cổ của cha mình, tuyên bố rằng Bodi Alagh Khan còn quá trẻ và thiếu kinh nghiệm để duy trì đế chế Mông Cổ rộng lớn, và ông đã có thể tập hợp sự ủng hộ từ một số người dân Mông Cổ lo sợ rằng sau một thế kỷ chiến đấu, sự thống nhất và thịnh vượng cuối cùng mà Dayan Khan đạt được sẽ bị mất và cần một nhà lãnh đạo có nhiều kinh nghiệm hơn.
Dưới sức ép của chú mình, Bodi Alagh Khan chịu lép vế nhưng chưa bao giờ chính thức từ bỏ danh hiệu hãn. Hơn ba năm sau, năm 1919, khi người con trai thứ tư của Dayan Khan là Alchbolad tham gia hỗ trợ, ông mới đủ sức thách đấu với Bars Bolud  để giành ngôi hãn. Nhờ thành công thỏa hiệp với Barsbolad, ông đã tránh được đổ máu cho người Mông Cổ kéo dài triền miên trong hơn 150 từ khi rút về thảo nguyên. Theo thỏa hiệp Barsbolad sẽ từ bỏ ngôi khả hãn, trở thành một jinong và Bodi Alagh Khan sẽ là Đại hãn mới của người Mông Cổ, trong khi các con trai của ông cũng được phong làm những hãn khác nhau. Đối với Barsbolad, một người tài giỏi, việc mất đi ngai vàng của Đại hãn Mông Cổ là quá sức chịu đựng và ông đã sớm qua đời sau đó. Khi Bodi mất năm 1547, người kế vị ông là con trai cả của ông, Daraisung Guden Khan .